# Thomas Fasti
Thomas Fasti (2. februar 1538 på Arnbølgård ved Randers – 1. februar 1600 på Katholm) var en dansk adelsmand til Vennergård og Katholm.
Han var søn af Christiern Fasti og Anne Clausdatter Strangesen, blev opdraget i Øm Kloster og siden i Viborg, hvorefter han tjente rigskansleren Antonius Bryske, kongens skænk Niels Truidsen Ulfstand og Vincens Lunge. Sin uddannelse afsluttede han ved fremmede hoffer (Gottorp, Lüneburg, Pommern og Preussen). Slutteligt tjente han som hofjunker hos hertug Christoffer af Württemberg, der havde gjort ham væragtig. 1558 kom han tilbage til Danmark og tog straks tjeneste som hofjunker. Han deltog med hæder både i Ditmarskertoget, hvor han fik sit højre øje beskadiget, og som fændrik ved den jyske fane i Den Nordiske Syvårskrig, hvor han både var med ved Halmstads forsvar og i Svarteråslaget. For øvrigt havde han og hans to i en yngre alder afdøde brødre et stort lov på sig for deres mod, og samtiden sagde om dem, at "hvor Thomas, Mogens og Strange lode sig drive ud, der skulde ikke Fanden selv komme ind".
Efter krigen førte han en mere rolig tilværelse, havde et par mindre len (Sabro Herred 1588-92 og Lund på Mors 1592-99) og levede siden 28. august 1575 i ægteskab med Christence Gertsdatter Bryske (8. maj 1545 - 15. marts 1611). Han døde barnløs 1. februar 1600 på Katholm og ligger med frue begravet i Ålsø Kirke.